# Matobek
Matobek is een bestuurslaag in het regentschap Kepulauan Mentawai van de provincie West-Sumatra, Indonesië. Matobek telt 1617 inwoners (volkstelling 2010).